# Sydney Convention and Exhibition Centre
Das Sydney Convention and Exhibition Centre war ein Zentrum für Messen, Kongresse und Veranstaltungen am Darling Harbour der australischen Stadt Sydney.

## Geschichte
Das Sydney Convention and Exhibition Centre wurde 1988 eröffnet und anlässlich der Olympischen Sommerspiele 2000 erweitert. Während der Olympischen Spiele fanden hier die Wettkämpfe im Boxen, Fechten, Judo, Gewichtheben und Ringen statt. Das Gebäude war im Besitz des Bundesstaates New South Wales. Die Verwaltung und die Geschäftsführung des Zentrums wurde von der Firma Arena Meetings Conventions and Exhibitions geführt. Nach fünf Jahren erhielt schließlich der Hotelkonzern Accor die Betriebsrechte. Das Sydney Convention and Exhibition Centre wurde als Ort für Kongresse, Ausstellungen und kleinere Veranstaltungen wie Hochzeiten genutzt. Das Gebäude verfügte über circa 30 Räume. Das Auditorium stellte mit 3500 Plätzen die größte Kapazität dar. Das Messezentrum bestand zunächst aus fünf Hallen und wurde später um eine erweitert. Im September 2007 tagte hier der APEC Australia 2007, ein Treffen politischer Vertreter von den 21 Mitgliedsstaaten der Asiatisch-Pazifischen Wirtschaftsgemeinschaft. Im Jahr 2013 wurde der Komplex abgerissen und am gleichen Ort durch das International Convention Centre Sydney ersetzt.